# وينجابو
وينجابو هي بلدة تقع في جزيرة سومبا، نوسا تنقارا الشرقية، إندونيسيا. بلغ عدد سكان البلدة حوالي 35،900 نسمة وفقاً لإحصاء عام 2020.